# Tupaia javanica
La tupaia di Giava o tupaia di Horsfield (Tupaia javanica) è una specie di tupaia diffusa in Indonesia.
Se ne conoscono due sottospecie:
- Tupaia javanica javanica (Horsfield, 1822)
- Tupaia javanica occidentalis (Robinson & Kloss, 1918)

Il pelo è di color grigio con variegature giallo-verdastre e nere del singolo pelo: sono presenti zone più tendenti al giallastro dietro la nuca, sui fianchi e sul posteriore.
Il ventre ed una striscia ghe dalla gola va alla spalla sono gialli.
Le zone nude della zampe e del muso sono color carnicino chiaro, così come le orecchie.
È una specie maggiormente arboricola rispetto alle altre tupaie.